# Kamil Mikulčík
Kamil Mikulčík (Trnava, 18 novembre 1977) è un cantante slovacco.
Ha partecipato all'Eurovision Song Contest 2009 come rappresentante della Slovacchia presentando il brano Leť tmou insieme a Nela Pocisková.